# Hugo von Habermann

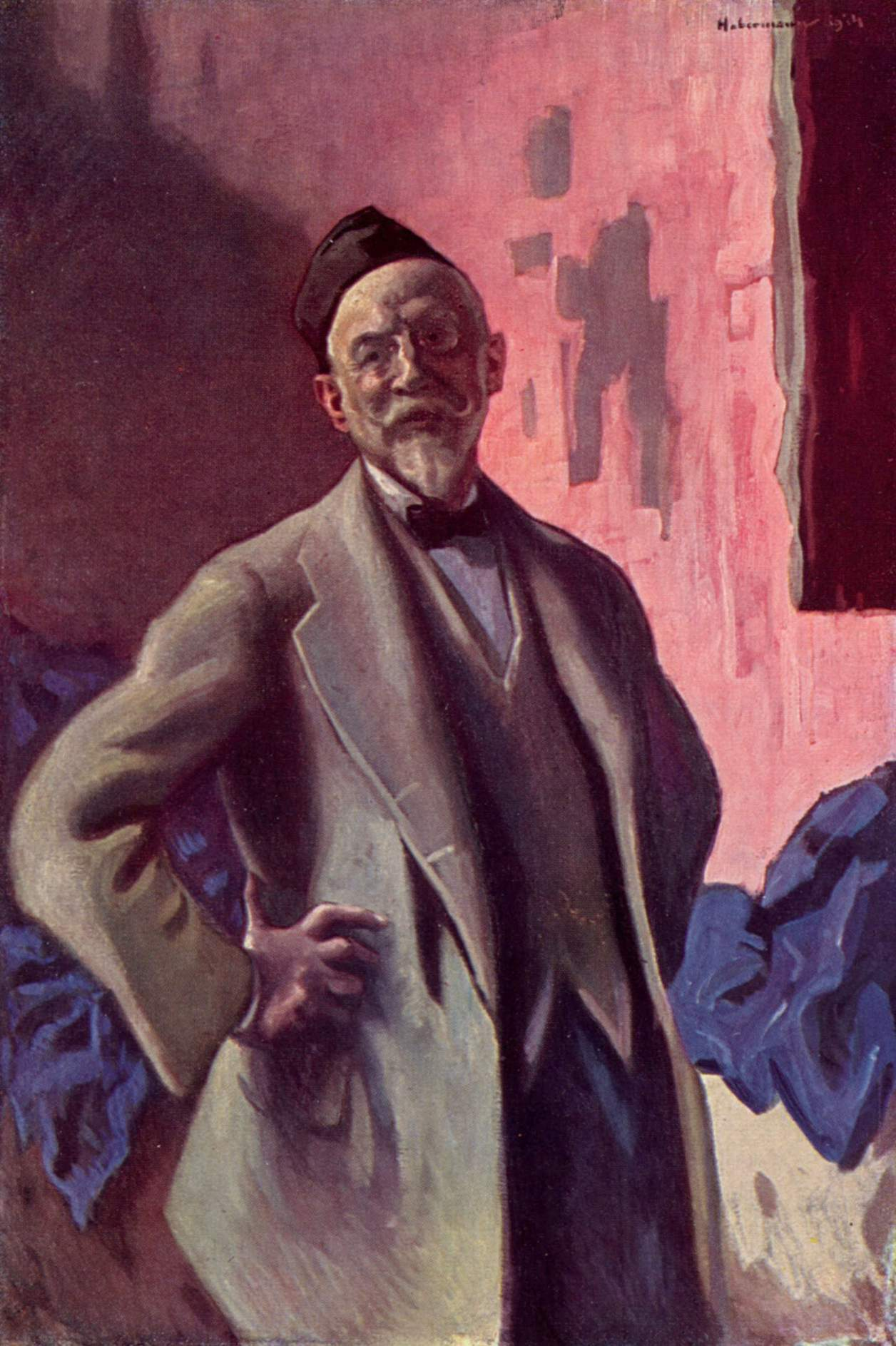
Självporträtt av Habermann, cirka 1900.

Hugo von Habermann, född 14 juni 1849, död 27 februari 1929, var en tysk konstnär.
Habermann studerade i München, där han 1909 blev professor vid konstakademien och ordförande i den nya konstsammanslutningen die Sezession framträdde särskilt som porträttmålare i brett impressionistiskt maner med rytmiskt linje- och ljusspel. Berömt är porträttet av Habermanns moder i Neue Pinakothek, München. Habermann är representerad vid Nationalmuseum.